# Rhipidura dryas
Rhipidura dryas (лат.) — вид воробьиных птиц из семейства веерохвостковых.
Населяет Малые Зондские острова, северное побережье Австралии от Кимберли до западной части полуострова Кейп-Йорк, включая прибрежную часть Топ-Энд Северной территории Австралии и юг Новой Гвинеи.
Особи этого вида похожи на краснолобую веерохвостку (R. rufifrons), подвидом которой R. dryas раньше считался, но, за исключением незначительного совпадения на восточных Молуккских островах, их географические ареалы не пересекаются.
Оперение R. dryas обычно более тусклое, чем у R. rufifrons, а рыжая окраска ограничена спиной, крупом и основанием хвоста.

## Подвиды
Согласно данным IOC выделяется 2 подвида:
- R. d. dryas	Gould, 1843
- R. d. streptophora	Ogilvie-Grant, 1911

Ещё несколько подвидов были вынесены из этого вида в Rhipidura semicollaris
- R. d. celebensis	Büttikofer, 1892
- R. d. elegantula	Sharpe, 1879
- R. d. hamadryas	Sclater, PL, 1883
- R. d. henrici	Hartert, E, 1918
- R. d. mimosae	Meise, 1929
- R. d. reichenowi	Finsch, 1901
- R. d. semicollaris	Müller, S, 1843
- R. d. squamata	Müller, S, 1843
- R. d. sumbensis	Hartert, E, 1896

## Родственные виды
В пределах рода веерохвосток R. dryas относится к группе из пяти близкородственных видов: R. rufidorsa, R. brachyrhyncha, R. dahli, R. teysmanni и R. rufifrons.
Исследование в областти молекулярной филогении показало, что ближайшим родственником R. dryas является краснолобая веерохвостка (R. rufifrons).
R. dryas, R. rufifrons и R. semirubra образуют комплекс видов и все три часто рассматриваются как конспецифичные. Все они являются частью более крупной группы видов, в которую также входят R. teysmanni, R. superflua, R. dedemi, R. opistherythra, R. lepida, R. rufidorsa, R. dahli, R. matthiae and R. malaitae.

## Места обитания
Мангровые заросли, прибрежные леса, муссонные леса, первичные и вторичные леса, опушки лесов и горные леса, иногда плантации и другие возделываемые территории.

## Размножение
Сезон размножения в Австралии длится с ноября по февраль. На острове Флорес гнездо и птенцы наблюдались в октябре, на острове Роти гнёзда с птенцами были замечены в апреле. Сами гнёзда — небольшие, чашеобразные, построенные из тонких волокон, обвитых снаружи паутиной, обычно со свисающим вниз «хвостом». Наружный диаметр гнезда 51 мм, внутренний — 32 мм, глубина 38 мм. Гнездо строятся в небольшой развилке на горизонтальной ветке, обычно на высоте менее 3 м от земли. В кладке 2-3 яйца — кремовые, грязно-белые или охристые, с мелкими пятнами коричневого, желто-коричневого или красновато-коричневого оттенка. Высиживание длится 15 суток.

## Охранный статус
Rhipidura dryas была включена в Красную книгу Международного союза охраны природы (IUCN) только в 2016 году. Относится к видам, вызывающим наименьшие опасения (LC). При этом отмечается размер популяции имеет тенденцию к сокращению (как предполагается,- из-за потери среды обитания, используемой для размножения, и миграционных коридоров). Однако, считается, что сокращение идет недостаточно быстро, чтобы приблизиться к пороговым значениям (> 30 % за десять лет или три поколения).

## Галерея

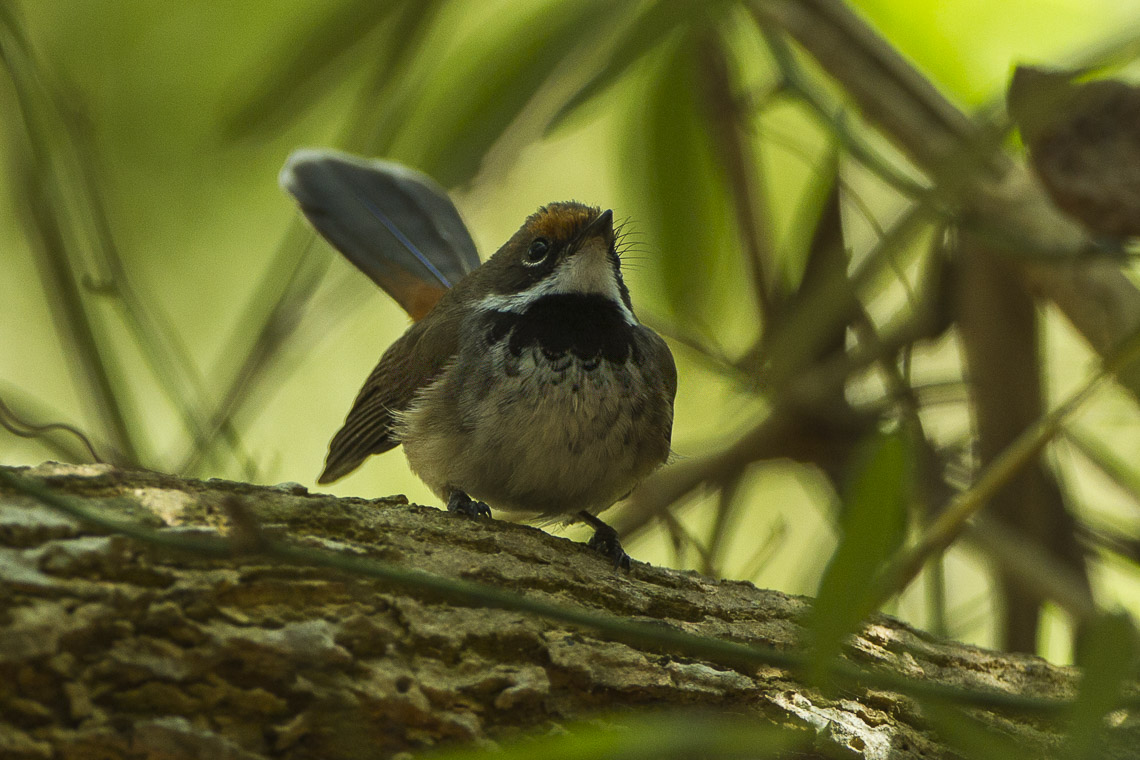
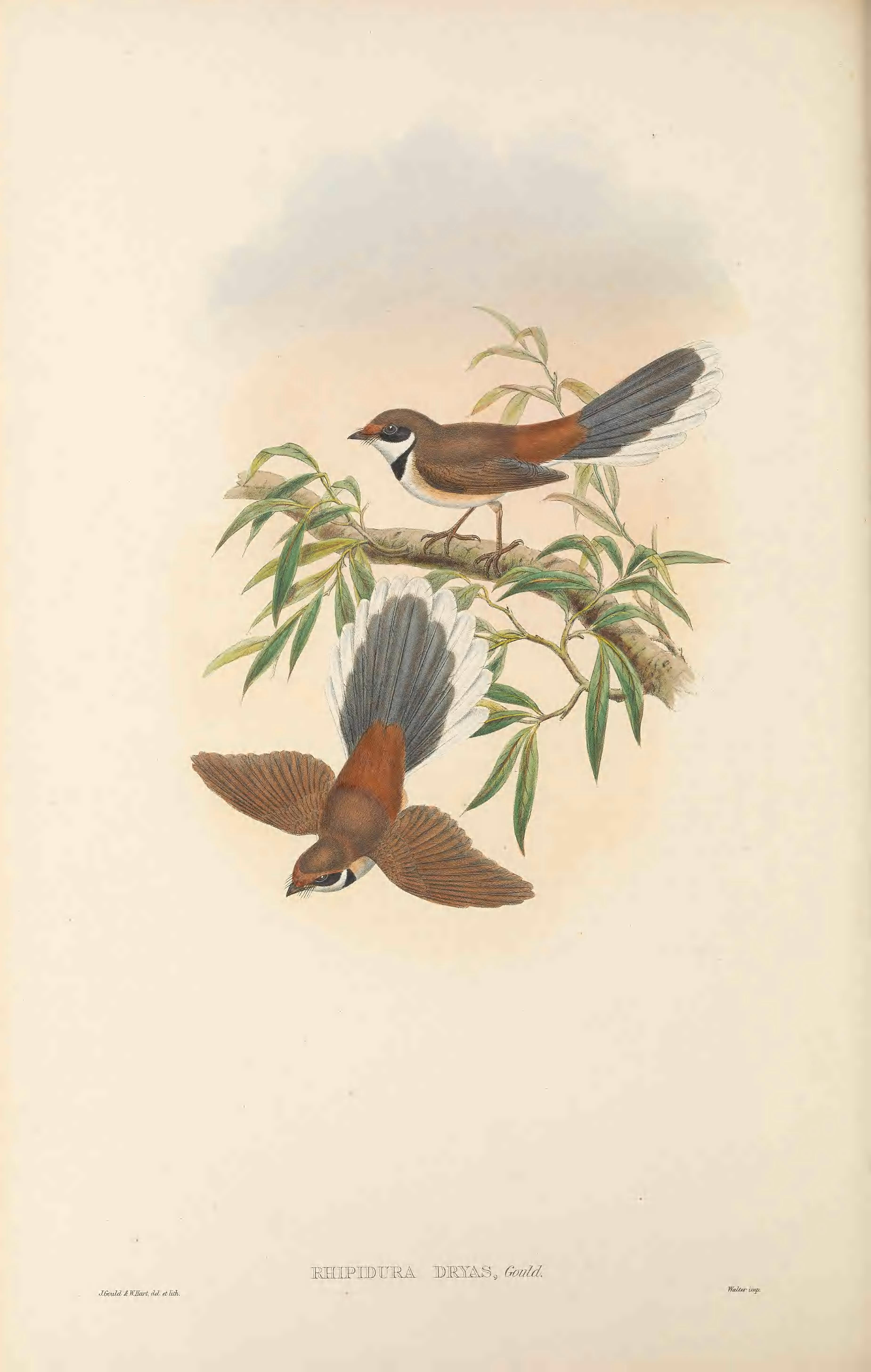
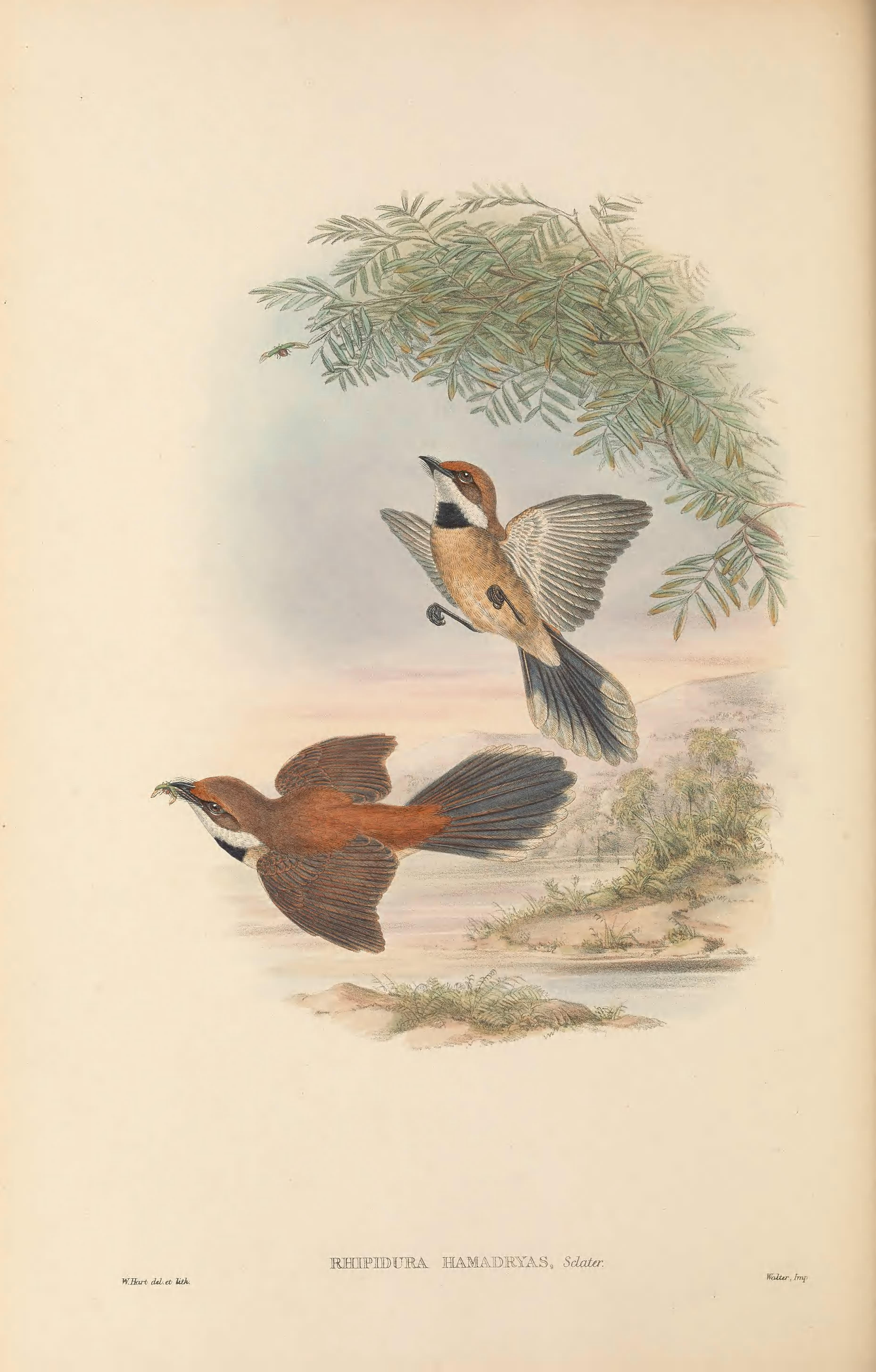
R. dryas hamadryas